# Port Ad-Dammam
Port Ad-Dammam (Mīnā' al Malik 'Abd al 'Azīz; "Port im. króla Abd al-Aziza") położony jest na sztucznym półwyspie na północny wschód od miasta Ad-Dammam w Arabii Saudyjskiej, nad Zatoką Perską. Używany głównie do importu towarów do  wschodniej części Arabii Saudyjskiej oraz eksportu cementu, mocznika i innych towarów.
W 2007 roku port obsłużył 1775 statków o łącznej nośności 38 063 363 ton. Największym statkiem, jaki zawinął do portu był statek o nośności ponad 148 000 ton i długości 260 metrów.
Port składa się z trzech basenów. Zachodni i Wschodni mieszczą główne nabrzeża, trzeci basen, położony na wschód od baseny Wschodniego, mieści stocznię remontową, dwa doki pływające i nabrzeża dla mniejszych jednostek.
Tor podejściowy do portu jest pogłębiony do 14 metrów, trwają prace (2007) nad pogłębieniem toru i części portu do 16,5 m.